# Lista di asteroidi (742001-743000)
Di seguito una lista di asteroidi dal numero 742001  al 743000 con data di scoperta e scopritore.

## 742001–742100
| Nome   | Designazione provvisoria | Data di scoperta  | Scopritore                |
| ------ | ------------------------ | ----------------- | ------------------------- |
| 742001 | 2006 WD123               | 19 novembre 2006  | Spacewatch                |
| 742002 | 2006 WL125               | 22 novembre 2006  | Mount Lemmon Survey       |
| 742003 | 2006 WA126               | 22 novembre 2006  | Mount Lemmon Survey       |
| 742004 | 2006 WT127               | 18 novembre 2006  | P. Kocher                 |
| 742005 | 2006 WC133               | 18 novembre 2006  | Spacewatch                |
| 742006 | 2006 WB134               | 22 ottobre 2006   | NEAT                      |
| 742007 | 2006 WT136               | 27 settembre 2006 | Mount Lemmon Survey       |
| 742008 | 2006 WY137               | 28 ottobre 2006   | Mount Lemmon Survey       |
| 742009 | 2006 WE142               | 20 novembre 2006  | Spacewatch                |
| 742010 | 2006 WS144               | 20 novembre 2006  | Spacewatch                |
| 742011 | 2006 WH145               | 20 novembre 2006  | Spacewatch                |
| 742012 | 2006 WU148               | 20 novembre 2006  | Spacewatch                |
| 742013 | 2006 WS153               | 21 novembre 2006  | Mount Lemmon Survey       |
| 742014 | 2006 WF155               | 22 novembre 2006  | Spacewatch                |
| 742015 | 2006 WF164               | 23 novembre 2006  | Spacewatch                |
| 742016 | 2006 WW170               | 23 novembre 2006  | Spacewatch                |
| 742017 | 2006 WC179               | 24 novembre 2006  | Mount Lemmon Survey       |
| 742018 | 2006 WE182               | 19 novembre 2006  | Spacewatch                |
| 742019 | 2006 WT183               | 15 novembre 2006  | Spacewatch                |
| 742020 | 2006 WA188               | 24 novembre 2006  | Spacewatch                |
| 742021 | 2006 WW206               | 19 settembre 2006 | Spacewatch                |
| 742022 | 2006 WL210               | 11 marzo 2011     | Mount Lemmon Survey       |
| 742023 | 2006 WY210               | 20 novembre 2006  | Spacewatch                |
| 742024 | 2006 WZ211               | 25 ottobre 2016   | Pan-STARRS                |
| 742025 | 2006 WO212               | 9 dicembre 2015   | Pan-STARRS                |
| 742026 | 2006 WX212               | 2 novembre 2010   | Mount Lemmon Survey       |
| 742027 | 2006 WZ213               | 20 ottobre 2006   | Mount Lemmon Survey       |
| 742028 | 2006 WL217               | 20 gennaio 2014   | Mount Lemmon Survey       |
| 742029 | 2006 WM219               | 19 novembre 2006  | Spacewatch                |
| 742030 | 2006 WH224               | 12 settembre 2015 | Pan-STARRS                |
| 742031 | 2006 WS224               | 2 ottobre 2013    | Spacewatch                |
| 742032 | 2006 WF226               | 25 settembre 2016 | Pan-STARRS                |
| 742033 | 2006 WB227               | 23 novembre 2006  | Spacewatch                |
| 742034 | 2006 WJ230               | 20 novembre 2006  | Spacewatch                |
| 742035 | 2006 WH236               | 27 novembre 2006  | Mount Lemmon Survey       |
| 742036 | 2006 XL5                 | 14 novembre 2006  | Mount Lemmon Survey       |
| 742037 | 2006 XN10                | 9 dicembre 2006   | Spacewatch                |
| 742038 | 2006 XP19                | 1 dicembre 2006   | Mount Lemmon Survey       |
| 742039 | 2006 XC34                | 11 dicembre 2006  | Spacewatch                |
| 742040 | 2006 XK36                | 27 novembre 2006  | Mount Lemmon Survey       |
| 742041 | 2006 XM52                | 27 novembre 2006  | Mount Lemmon Survey       |
| 742042 | 2006 XE74                | 13 dicembre 2006  | Spacewatch                |
| 742043 | 2006 XX75                | 13 dicembre 2006  | Spacewatch                |
| 742044 | 2006 XL76                | 14 dicembre 2006  | Spacewatch                |
| 742045 | 2006 XO76                | 17 ottobre 2010   | CSS                       |
| 742046 | 2006 XP77                | 14 febbraio 2011  | K. Sárneczky              |
| 742047 | 2006 XD79                | 25 agosto 2014    | Pan-STARRS                |
| 742048 | 2006 XO81                | 15 dicembre 2006  | Spacewatch                |
| 742049 | 2006 XP81                | 1 dicembre 2006   | Mount Lemmon Survey       |
| 742050 | 2006 YU20                | 1 dicembre 2006   | Spacewatch                |
| 742051 | 2006 YY23                | 21 dicembre 2006  | Spacewatch                |
| 742052 | 2006 YR29                | 21 dicembre 2006  | Spacewatch                |
| 742053 | 2006 YK33                | 13 dicembre 2006  | Spacewatch                |
| 742054 | 2006 YP36                | 10 dicembre 2006  | Spacewatch                |
| 742055 | 2006 YT44                | 25 dicembre 2006  | K. Sárneczky              |
| 742056 | 2006 YX56                | 16 dicembre 2006  | Mount Lemmon Survey       |
| 742057 | 2006 YE57                | 27 dicembre 2006  | Mount Lemmon Survey       |
| 742058 | 2006 YA58                | 8 dicembre 2015   | Pan-STARRS                |
| 742059 | 2006 YF59                | 15 dicembre 2006  | Spacewatch                |
| 742060 | 2006 YP59                | 20 aprile 2015    | Pan-STARRS                |
| 742061 | 2006 YX60                | 26 dicembre 2006  | Spacewatch                |
| 742062 | 2006 YP61                | 24 dicembre 2006  | Spacewatch                |
| 742063 | 2006 YZ61                | 24 dicembre 2006  | Spacewatch                |
| 742064 | 2006 YQ62                | 10 dicembre 2006  | Spacewatch                |
| 742065 | 2006 YV65                | 17 dicembre 2015  | Mount Lemmon Survey       |
| 742066 | 2006 YR67                | 21 dicembre 2006  | Spacewatch                |
| 742067 | 2007 AJ11                | 14 gennaio 2007   | W. Ries                   |
| 742068 | 2007 AD19                | 15 gennaio 2007   | CSS                       |
| 742069 | 2007 AM19                | 9 gennaio 2007    | Mount Lemmon Survey       |
| 742070 | 2007 AS19                | 10 gennaio 2007   | Mount Lemmon Survey       |
| 742071 | 2007 AY31                | 9 gennaio 2007    | Mount Lemmon Survey       |
| 742072 | 2007 AA32                | 10 gennaio 2007   | Mount Lemmon Survey       |
| 742073 | 2007 AN32                | 10 gennaio 2007   | Mount Lemmon Survey       |
| 742074 | 2007 AT32                | 19 settembre 2014 | Pan-STARRS                |
| 742075 | 2007 AB33                | 10 gennaio 2007   | Mount Lemmon Survey       |
| 742076 | 2007 AL33                | 15 gennaio 2007   | Osservatorio di Mauna Kea |
| 742077 | 2007 AS33                | 9 gennaio 2007    | Mount Lemmon Survey       |
| 742078 | 2007 AL34                | 26 gennaio 2011   | Spacewatch                |
| 742079 | 2007 AA35                | 5 agosto 2018     | Pan-STARRS                |
| 742080 | 2007 AE36                | 9 gennaio 2007    | Mount Lemmon Survey       |
| 742081 | 2007 AE37                | 23 ottobre 2006   | Spacewatch                |
| 742082 | 2007 AX37                | 10 gennaio 2007   | Mount Lemmon Survey       |
| 742083 | 2007 AA38                | 9 gennaio 2007    | Spacewatch                |
| 742084 | 2007 BX23                | 17 gennaio 2007   | Spacewatch                |
| 742085 | 2007 BQ27                | 9 gennaio 2007    | Spacewatch                |
| 742086 | 2007 BY40                | 9 gennaio 2007    | Mount Lemmon Survey       |
| 742087 | 2007 BU50                | 24 gennaio 2007   | Mount Lemmon Survey       |
| 742088 | 2007 BF51                | 24 gennaio 2007   | Spacewatch                |
| 742089 | 2007 BQ53                | 24 gennaio 2007   | Spacewatch                |
| 742090 | 2007 BB59                | 17 gennaio 2007   | Spacewatch                |
| 742091 | 2007 BS81                | 21 dicembre 2006  | L. H. Wasserman           |
| 742092 | 2007 BE88                | 19 gennaio 2007   | Osservatorio di Mauna Kea |
| 742093 | 2007 BK91                | 19 gennaio 2007   | Mauna Kea Obs.            |
| 742094 | 2007 BE93                | 19 gennaio 2007   | Mauna Kea Obs.            |
| 742095 | 2007 BU101               | 17 gennaio 2007   | CSS                       |
| 742096 | 2007 BL103               | 27 gennaio 2007   | Spacewatch                |
| 742097 | 2007 BX103               | 27 gennaio 2007   | Mount Lemmon Survey       |
| 742098 | 2007 BU104               | 27 gennaio 2007   | Spacewatch                |
| 742099 | 2007 BX104               | 27 novembre 2013  | Pan-STARRS                |
| 742100 | 2007 BY105               | 27 gennaio 2007   | Mount Lemmon Survey       |

## 742101–742200
| Nome   | Designazione provvisoria | Data di scoperta  | Scopritore               |
| ------ | ------------------------ | ----------------- | ------------------------ |
| 742101 | 2007 BN106               | 28 gennaio 2007   | CSS                      |
| 742102 | 2007 BL107               | 10 gennaio 2007   | Spacewatch               |
| 742103 | 2007 BM107               | 14 marzo 2012     | Mount Lemmon Survey      |
| 742104 | 2007 BN107               | 12 dicembre 2014  | Pan-STARRS               |
| 742105 | 2007 BE110               | 27 gennaio 2007   | Mount Lemmon Survey      |
| 742106 | 2007 BL112               | 10 marzo 2011     | Mount Lemmon Survey      |
| 742107 | 2007 BB114               | 27 gennaio 2007   | Spacewatch               |
| 742108 | 2007 BR114               | 17 gennaio 2007   | Spacewatch               |
| 742109 | 2007 BK117               | 17 gennaio 2007   | Mount Lemmon Survey      |
| 742110 | 2007 BM117               | 27 gennaio 2007   | Spacewatch               |
| 742111 | 2007 BD119               | 17 gennaio 2007   | Spacewatch               |
| 742112 | 2007 BD120               | 17 gennaio 2007   | Spacewatch               |
| 742113 | 2007 CS12                | 21 dicembre 2006  | L. H. Wasserman          |
| 742114 | 2007 CV19                | 27 gennaio 2007   | Spacewatch               |
| 742115 | 2007 CV29                | 27 gennaio 2007   | Spacewatch               |
| 742116 | 2007 CL58                | 19 novembre 2006  | CSS                      |
| 742117 | 2007 CB84                | 9 febbraio 2007   | CSS                      |
| 742118 | 2007 DS5                 | 10 febbraio 1996  | Spacewatch               |
| 742119 | 2007 DT12                | 20 ottobre 2006   | L. H. Wasserman          |
| 742120 | 2007 DZ15                | 17 febbraio 2007  | Spacewatch               |
| 742121 | 2007 DC18                | 27 dicembre 2006  | Mount Lemmon Survey      |
| 742122 | 2007 DQ22                | 17 febbraio 2007  | Spacewatch               |
| 742123 | 2007 DH29                | 17 febbraio 2007  | Spacewatch               |
| 742124 | 2007 DB32                | 9 febbraio 2007   | Spacewatch               |
| 742125 | 2007 DD57                | 21 febbraio 2007  | Mount Lemmon Survey      |
| 742126 | 2007 DA74                | 21 febbraio 2007  | Spacewatch               |
| 742127 | 2007 DR74                | 21 febbraio 2007  | Spacewatch               |
| 742128 | 2007 DM75                | 21 febbraio 2007  | Spacewatch               |
| 742129 | 2007 DL85                | 21 febbraio 2007  | Spacewatch               |
| 742130 | 2007 DX86                | 29 gennaio 2007   | Spacewatch               |
| 742131 | 2007 DH87                | 8 febbraio 2007   | Spacewatch               |
| 742132 | 2007 DD102               | 27 gennaio 2007   | Spacewatch               |
| 742133 | 2007 DE114               | 9 febbraio 2014   | Pan-STARRS               |
| 742134 | 2007 DJ114               | 26 febbraio 2007  | Mount Lemmon Survey      |
| 742135 | 2007 DN114               | 26 febbraio 2007  | Mount Lemmon Survey      |
| 742136 | 2007 DQ119               | 28 gennaio 2007   | Spacewatch               |
| 742137 | 2007 DN121               | 23 febbraio 2007  | Spacewatch               |
| 742138 | 2007 DB122               | 25 febbraio 2007  | Mount Lemmon Survey      |
| 742139 | 2007 DR122               | 21 febbraio 2007  | Spacewatch               |
| 742140 | 2007 DU122               | 16 febbraio 2007  | Mount Lemmon Survey      |
| 742141 | 2007 DV122               | 21 febbraio 2007  | Mount Lemmon Survey      |
| 742142 | 2007 DZ123               | 26 febbraio 2007  | Mount Lemmon Survey      |
| 742143 | 2007 DB124               | 31 agosto 2005    | Spacewatch               |
| 742144 | 2007 DG125               | 22 marzo 2015     | Mount Lemmon Survey      |
| 742145 | 2007 DS128               | 25 febbraio 2007  | Mount Lemmon Survey      |
| 742146 | 2007 DO131               | 19 febbraio 2007  | Mount Lemmon Survey      |
| 742147 | 2007 DE133               | 21 febbraio 2007  | Mount Lemmon Survey      |
| 742148 | 2007 ET                  | 10 marzo 2007     | CSS                      |
| 742149 | 2007 EQ25                | 10 marzo 2007     | Mount Lemmon Survey      |
| 742150 | 2007 EG28                | 27 febbraio 2007  | Spacewatch               |
| 742151 | 2007 ES62                | 26 febbraio 2007  | Mount Lemmon Survey      |
| 742152 | 2007 EA64                | 10 marzo 2007     | Mount Lemmon Survey      |
| 742153 | 2007 EM78                | 10 marzo 2007     | Mount Lemmon Survey      |
| 742154 | 2007 EJ83                | 26 febbraio 2007  | Mount Lemmon Survey      |
| 742155 | 2007 ER87                | 13 marzo 2007     | Spacewatch               |
| 742156 | 2007 EK116               | 10 marzo 2003     | F. Bernardi, A. Boattini |
| 742157 | 2007 ET118               | 13 marzo 2007     | Mount Lemmon Survey      |
| 742158 | 2007 EA119               | 28 gennaio 2003   | AMOS                     |
| 742159 | 2007 EE121               | 14 marzo 2007     | Mount Lemmon Survey      |
| 742160 | 2007 EY126               | 21 febbraio 2007  | W. Bickel                |
| 742161 | 2007 EW151               | 12 marzo 2007     | Mount Lemmon Survey      |
| 742162 | 2007 EY154               | 12 marzo 2007     | Spacewatch               |
| 742163 | 2007 EJ158               | 28 gennaio 2007   | Mount Lemmon Survey      |
| 742164 | 2007 EE163               | 15 marzo 2007     | Mount Lemmon Survey      |
| 742165 | 2007 EL164               | 15 marzo 2007     | Mount Lemmon Survey      |
| 742166 | 2007 EB185               | 14 marzo 2007     | Mount Lemmon Survey      |
| 742167 | 2007 EE190               | 19 febbraio 2007  | Mount Lemmon Survey      |
| 742168 | 2007 EK190               | 25 aprile 2003    | SDSS Collaboration       |
| 742169 | 2007 EV198               | 10 marzo 2007     | CSS                      |
| 742170 | 2007 EO204               | 11 marzo 2007     | Spacewatch               |
| 742171 | 2007 EC206               | 12 marzo 2007     | Mount Lemmon Survey      |
| 742172 | 2007 EU212               | 14 marzo 2007     | Mount Lemmon Survey      |
| 742173 | 2007 ER223               | 11 marzo 2007     | Spacewatch               |
| 742174 | 2007 EP229               | 11 marzo 2007     | Mount Lemmon Survey      |
| 742175 | 2007 ED230               | 15 marzo 2007     | Spacewatch               |
| 742176 | 2007 EJ232               | 21 settembre 2009 | Mount Lemmon Survey      |
| 742177 | 2007 ER232               | 29 luglio 2008    | Spacewatch               |
| 742178 | 2007 ES232               | 10 agosto 2012    | Spacewatch               |
| 742179 | 2007 EA234               | 22 aprile 2011    | Spacewatch               |
| 742180 | 2007 EG235               | 11 marzo 2016     | Pan-STARRS               |
| 742181 | 2007 EW235               | 15 marzo 2007     | Spacewatch               |
| 742182 | 2007 EC236               | 13 marzo 2007     | Mount Lemmon Survey      |
| 742183 | 2007 EB243               | 10 marzo 2007     | Mount Lemmon Survey      |
| 742184 | 2007 FU3                 | 21 febbraio 2007  | LINEAR                   |
| 742185 | 2007 FJ4                 | 18 marzo 2007     | H. Kurosaki, A. Nakajima |
| 742186 | 2007 FO13                | 19 marzo 2007     | Mount Lemmon Survey      |
| 742187 | 2007 FN18                | 20 marzo 2007     | Mount Lemmon Survey      |
| 742188 | 2007 FJ36                | 9 marzo 2007      | Mount Lemmon Survey      |
| 742189 | 2007 FG50                | 18 marzo 2007     | Spacewatch               |
| 742190 | 2007 FM50                | 9 marzo 2007      | Spacewatch               |
| 742191 | 2007 FM52                | 16 marzo 2007     | Mount Lemmon Survey      |
| 742192 | 2007 FP52                | 19 marzo 2007     | Mount Lemmon Survey      |
| 742193 | 2007 FO54                | 31 dicembre 2013  | Spacewatch               |
| 742194 | 2007 FW54                | 25 luglio 2011    | Pan-STARRS               |
| 742195 | 2007 FZ54                | 19 marzo 2007     | Mount Lemmon Survey      |
| 742196 | 2007 FY55                | 23 marzo 2012     | Mount Lemmon Survey      |
| 742197 | 2007 FJ57                | 25 marzo 2007     | Mount Lemmon Survey      |
| 742198 | 2007 FK59                | 19 settembre 2009 | Spacewatch               |
| 742199 | 2007 FW61                | 16 marzo 2007     | Mount Lemmon Survey      |
| 742200 | 2007 GK9                 | 26 marzo 2007     | Mount Lemmon Survey      |

## 742201–742300
| Nome   | Designazione provvisoria | Data di scoperta  | Scopritore               |
| ------ | ------------------------ | ----------------- | ------------------------ |
| 742201 | 2007 GN30                | 11 marzo 2003     | Spacewatch               |
| 742202 | 2007 GT42                | 24 ottobre 2005   | Spacewatch               |
| 742203 | 2007 GE65                | 15 aprile 2007    | Spacewatch               |
| 742204 | 2007 GJ79                | 13 aprile 2011    | Mount Lemmon Survey      |
| 742205 | 2007 GJ80                | 9 novembre 2013   | Pan-STARRS               |
| 742206 | 2007 HF28                | 18 aprile 2007    | Mount Lemmon Survey      |
| 742207 | 2007 HR38                | 9 marzo 2007      | Spacewatch               |
| 742208 | 2007 HS40                | 20 aprile 2007    | Spacewatch               |
| 742209 | 2007 HG58                | 23 aprile 2007    | Mount Lemmon Survey      |
| 742210 | 2007 HS70                | 11 aprile 2007    | Mount Lemmon Survey      |
| 742211 | 2007 HX71                | 6 novembre 2005   | Mount Lemmon Survey      |
| 742212 | 2007 HY73                | 22 aprile 2007    | CSS                      |
| 742213 | 2007 HC79                | 25 marzo 2007     | Mount Lemmon Survey      |
| 742214 | 2007 HF83                | 15 aprile 2007    | Spacewatch               |
| 742215 | 2007 HD101               | 3 ottobre 2013    | Mount Lemmon Survey      |
| 742216 | 2007 HF101               | 26 aprile 2007    | Spacewatch               |
| 742217 | 2007 HZ101               | 22 gennaio 2015   | Pan-STARRS               |
| 742218 | 2007 HE102               | 22 aprile 2007    | Spacewatch               |
| 742219 | 2007 HN102               | 25 aprile 2007    | Spacewatch               |
| 742220 | 2007 HN104               | 4 settembre 2008  | Spacewatch               |
| 742221 | 2007 HV105               | 19 marzo 2017     | Mount Lemmon Survey      |
| 742222 | 2007 HU108               | 28 gennaio 2014   | Mount Lemmon Survey      |
| 742223 | 2007 HH109               | 16 aprile 2007    | CSS                      |
| 742224 | 2007 HM109               | 24 ottobre 2014   | Mount Lemmon Survey      |
| 742225 | 2007 HF110               | 22 aprile 2007    | Mount Lemmon Survey      |
| 742226 | 2007 HX111               | 20 aprile 2007    | Spacewatch               |
| 742227 | 2007 HP112               | 24 aprile 2007    | Spacewatch               |
| 742228 | 2007 HL115               | 22 aprile 2007    | Spacewatch               |
| 742229 | 2007 JY16                | 7 maggio 2007     | Spacewatch               |
| 742230 | 2007 JH19                | 10 maggio 2007    | Spacewatch               |
| 742231 | 2007 JX29                | 11 maggio 2007    | Mount Lemmon Survey      |
| 742232 | 2007 JP32                | 12 maggio 2007    | Mount Lemmon Survey      |
| 742233 | 2007 JB39                | 13 maggio 2007    | Mount Lemmon Survey      |
| 742234 | 2007 JW39                | 13 maggio 2007    | SSS                      |
| 742235 | 2007 JD42                | 11 aprile 2007    | CSS                      |
| 742236 | 2007 JL42                | 13 marzo 2007     | CSS                      |
| 742237 | 2007 JZ47                | 13 maggio 2007    | Mount Lemmon Survey      |
| 742238 | 2007 JL49                | 21 marzo 2017     | Pan-STARRS               |
| 742239 | 2007 JO49                | 11 maggio 2007    | Mount Lemmon Survey      |
| 742240 | 2007 KF2                 | 18 maggio 2007    | R. Holmes                |
| 742241 | 2007 KV8                 | 15 maggio 2007    | Mount Lemmon Survey      |
| 742242 | 2007 KO10                | 28 gennaio 2017   | Pan-STARRS               |
| 742243 | 2007 KD11                | 25 gennaio 2014   | Pan-STARRS               |
| 742244 | 2007 LZ                  | 8 giugno 2007     | Piszkéstető Stn.         |
| 742245 | 2007 LW9                 | 9 giugno 2007     | Spacewatch               |
| 742246 | 2007 LK10                | 9 giugno 2007     | Spacewatch               |
| 742247 | 2007 LR15                | 11 maggio 2007    | Mount Lemmon Survey      |
| 742248 | 2007 LG20                | 6 novembre 2010   | Mount Lemmon Survey      |
| 742249 | 2007 LH35                | 9 giugno 2007     | Spacewatch               |
| 742250 | 2007 LE39                | 1 aprile 2012     | Mount Lemmon Survey      |
| 742251 | 2007 MV3                 | 13 maggio 2007    | Mount Lemmon Survey      |
| 742252 | 2007 MY8                 | 19 giugno 2007    | Spacewatch               |
| 742253 | 2007 MU18                | 21 giugno 2007    | Mount Lemmon Survey      |
| 742254 | 2007 MJ30                | 28 agosto 2013    | CSS                      |
| 742255 | 2007 OR1                 | 19 luglio 2007    | J. Skvarč                |
| 742256 | 2007 ON2                 | 20 luglio 2007    | N. Teamo, S. F. Hönig    |
| 742257 | 2007 OD12                | 24 luglio 2007    | LUSS                     |
| 742258 | 2007 PE11                | 17 ottobre 2003   | Spacewatch               |
| 742259 | 2007 PT43                | 12 agosto 2007    | LINEAR                   |
| 742260 | 2007 PB44                | 13 agosto 2007    | LINEAR                   |
| 742261 | 2007 PM47                | 10 agosto 2007    | Spacewatch               |
| 742262 | 2007 PO49                | 10 agosto 2007    | Spacewatch               |
| 742263 | 2007 QD3                 | 12 agosto 2007    | LINEAR                   |
| 742264 | 2007 QQ3                 | 9 luglio 2007     | LUSS                     |
| 742265 | 2007 QY13                | 24 agosto 2007    | Spacewatch               |
| 742266 | 2007 QO18                | 23 agosto 2007    | Spacewatch               |
| 742267 | 2007 QP19                | 24 agosto 2007    | R. Ferrando, M. Ferrando |
| 742268 | 2007 QU19                | 24 agosto 2007    | Spacewatch               |
| 742269 | 2007 RQ3                 | 3 settembre 2007  | Mount Lemmon Survey      |
| 742270 | 2007 RY5                 | 5 settembre 2007  | C. Rinner, F. Kugel      |
| 742271 | 2007 RS14                | 11 settembre 2007 | F. Kugel                 |
| 742272 | 2007 RA16                | 12 settembre 2007 | R. Gierlinger            |
| 742273 | 2007 RO20                | 21 agosto 2007    | LONEOS                   |
| 742274 | 2007 RH25                | 4 settembre 2007  | Mount Lemmon Survey      |
| 742275 | 2007 RH31                | 5 settembre 2007  | CSS                      |
| 742276 | 2007 RV33                | 5 settembre 2007  | Mount Lemmon Survey      |
| 742277 | 2007 RM36                | 8 settembre 2007  | LONEOS                   |
| 742278 | 2007 RY41                | 3 settembre 2007  | CSS                      |
| 742279 | 2007 RF43                | 9 settembre 2007  | Spacewatch               |
| 742280 | 2007 RY43                | 3 marzo 2000      | Spacewatch               |
| 742281 | 2007 RY51                | 9 settembre 2007  | Spacewatch               |
| 742282 | 2007 RP55                | 9 settembre 2007  | Spacewatch               |
| 742283 | 2007 RE60                | 23 agosto 2007    | Spacewatch               |
| 742284 | 2007 RG69                | 10 settembre 2007 | Spacewatch               |
| 742285 | 2007 RW70                | 10 settembre 2007 | Spacewatch               |
| 742286 | 2007 RU85                | 10 settembre 2007 | Mount Lemmon Survey      |
| 742287 | 2007 RZ86                | 10 settembre 2007 | Mount Lemmon Survey      |
| 742288 | 2007 RJ90                | 10 settembre 2007 | Mount Lemmon Survey      |
| 742289 | 2007 RP90                | 10 settembre 2007 | Mount Lemmon Survey      |
| 742290 | 2007 RY98                | 10 settembre 2007 | Spacewatch               |
| 742291 | 2007 RQ111               | 11 settembre 2007 | Spacewatch               |
| 742292 | 2007 RK112               | 11 settembre 2007 | Mount Lemmon Survey      |
| 742293 | 2007 RQ116               | 11 settembre 2007 | Spacewatch               |
| 742294 | 2007 RY119               | 11 settembre 2007 | PMO NEO                  |
| 742295 | 2007 RF126               | 12 settembre 2007 | Mount Lemmon Survey      |
| 742296 | 2007 RM126               | 12 settembre 2007 | Mount Lemmon Survey      |
| 742297 | 2007 RK128               | 12 settembre 2007 | Mount Lemmon Survey      |
| 742298 | 2007 RY128               | 12 settembre 2007 | Mount Lemmon Survey      |
| 742299 | 2007 RB138               | 19 novembre 2003  | Spacewatch               |
| 742300 | 2007 RL144               | 14 settembre 2007 | LONEOS                   |

## 742301–742400
| Nome   | Designazione provvisoria | Data di scoperta  | Scopritore          |
| ------ | ------------------------ | ----------------- | ------------------- |
| 742301 | 2007 RB147               | 11 settembre 2007 | PMO NEO             |
| 742302 | 2007 RG154               | 13 agosto 2007    | PMO NEO             |
| 742303 | 2007 RA157               | 11 settembre 2007 | Mount Lemmon Survey |
| 742304 | 2007 RJ161               | 13 settembre 2007 | LONEOS              |
| 742305 | 2007 RM161               | 13 settembre 2007 | Mount Lemmon Survey |
| 742306 | 2007 RV165               | 10 settembre 2007 | Spacewatch          |
| 742307 | 2007 RR167               | 10 settembre 2007 | Spacewatch          |
| 742308 | 2007 RE174               | 10 settembre 2007 | Spacewatch          |
| 742309 | 2007 RB175               | 10 settembre 2007 | Spacewatch          |
| 742310 | 2007 RN183               | 12 settembre 2007 | Mount Lemmon Survey |
| 742311 | 2007 RB184               | 13 settembre 2007 | Mount Lemmon Survey |
| 742312 | 2007 RT187               | 10 settembre 2007 | CSS                 |
| 742313 | 2007 RL190               | 11 settembre 2007 | Spacewatch          |
| 742314 | 2007 RC194               | 12 settembre 2007 | Spacewatch          |
| 742315 | 2007 RK200               | 13 settembre 2007 | Spacewatch          |
| 742316 | 2007 RZ200               | 13 settembre 2007 | Spacewatch          |
| 742317 | 2007 RO203               | 9 settembre 2007  | Mount Lemmon Survey |
| 742318 | 2007 RQ205               | 9 settembre 2007  | Spacewatch          |
| 742319 | 2007 RQ207               | 10 settembre 2007 | Spacewatch          |
| 742320 | 2007 RQ216               | 13 settembre 2007 | CSS                 |
| 742321 | 2007 RS216               | 13 settembre 2007 | CSS                 |
| 742322 | 2007 RD222               | 14 settembre 2007 | Mount Lemmon Survey |
| 742323 | 2007 RQ222               | 14 settembre 2007 | Mount Lemmon Survey |
| 742324 | 2007 RF232               | 11 settembre 2007 | Mount Lemmon Survey |
| 742325 | 2007 RN234               | 10 agosto 2007    | Spacewatch          |
| 742326 | 2007 RE236               | 16 agosto 2007    | PMO NEO             |
| 742327 | 2007 RH240               | 9 settembre 2007  | LONEOS              |
| 742328 | 2007 RU244               | 11 settembre 2007 | Spacewatch          |
| 742329 | 2007 RX244               | 11 settembre 2007 | Spacewatch          |
| 742330 | 2007 RG246               | 12 settembre 2007 | Mount Lemmon Survey |
| 742331 | 2007 RW246               | 3 settembre 2007  | CSS                 |
| 742332 | 2007 RJ247               | 27 settembre 2003 | Spacewatch          |
| 742333 | 2007 RE248               | 13 settembre 2007 | Mount Lemmon Survey |
| 742334 | 2007 RO254               | 14 settembre 2007 | Mount Lemmon Survey |
| 742335 | 2007 RW254               | 10 settembre 2007 | Spacewatch          |
| 742336 | 2007 RJ256               | 5 settembre 2007  | LUSS                |
| 742337 | 2007 RR258               | 12 settembre 1994 | Spacewatch          |
| 742338 | 2007 RY259               | 14 settembre 2007 | Spacewatch          |
| 742339 | 2007 RD260               | 14 settembre 2007 | Spacewatch          |
| 742340 | 2007 RK261               | 14 settembre 2007 | Spacewatch          |
| 742341 | 2007 RP263               | 15 settembre 2007 | Mount Lemmon Survey |
| 742342 | 2007 RP279               | 6 settembre 2007  | SSS                 |
| 742343 | 2007 RS289               | 13 settembre 2007 | Mount Lemmon Survey |
| 742344 | 2007 RG294               | 13 settembre 2007 | Spacewatch          |
| 742345 | 2007 RO295               | 14 settembre 2007 | Mount Lemmon Survey |
| 742346 | 2007 RB302               | 14 settembre 2007 | Y. Ivaščenko        |
| 742347 | 2007 RT313               | 12 settembre 2007 | CSS                 |
| 742348 | 2007 RD317               | 10 settembre 2007 | Spacewatch          |
| 742349 | 2007 RU318               | 11 settembre 2007 | Mount Lemmon Survey |
| 742350 | 2007 RQ323               | 10 settembre 2007 | Mount Lemmon Survey |
| 742351 | 2007 RW325               | 12 settembre 2007 | CSS                 |
| 742352 | 2007 RU327               | 12 settembre 2007 | Mount Lemmon Survey |
| 742353 | 2007 RG328               | 10 settembre 2007 | Spacewatch          |
| 742354 | 2007 RN330               | 11 settembre 2007 | Mount Lemmon Survey |
| 742355 | 2007 RS331               | 13 settembre 2007 | Mount Lemmon Survey |
| 742356 | 2007 RS332               | 14 settembre 2007 | Mount Lemmon Survey |
| 742357 | 2007 RM333               | 10 settembre 2007 | Spacewatch          |
| 742358 | 2007 RQ333               | 14 aprile 2011    | Mount Lemmon Survey |
| 742359 | 2007 RA334               | 14 settembre 2007 | Mount Lemmon Survey |
| 742360 | 2007 RZ335               | 24 agosto 2007    | Spacewatch          |
| 742361 | 2007 RM337               | 27 gennaio 2015   | Pan-STARRS          |
| 742362 | 2007 RF338               | 10 settembre 2007 | Mount Lemmon Survey |
| 742363 | 2007 RC339               | 13 settembre 2007 | CSS                 |
| 742364 | 2007 RK339               | 15 settembre 2007 | Mount Lemmon Survey |
| 742365 | 2007 RQ339               | 30 ottobre 2014   | Mount Lemmon Survey |
| 742366 | 2007 RX339               | 1 ottobre 2013    | Mount Lemmon Survey |
| 742367 | 2007 RL340               | 12 settembre 2007 | Mount Lemmon Survey |
| 742368 | 2007 RV340               | 12 settembre 2013 | Mount Lemmon Survey |
| 742369 | 2007 RX340               | 15 settembre 2007 | Mount Lemmon Survey |
| 742370 | 2007 RA341               | 28 aprile 2017    | Pan-STARRS          |
| 742371 | 2007 RH341               | 26 novembre 2014  | Pan-STARRS          |
| 742372 | 2007 RM341               | 14 settembre 2007 | Mount Lemmon Survey |
| 742373 | 2007 RC342               | 3 settembre 2007  | Mount Lemmon Survey |
| 742374 | 2007 RE342               | 4 settembre 2007  | Mount Lemmon Survey |
| 742375 | 2007 RY342               | 17 novembre 2008  | Spacewatch          |
| 742376 | 2007 RG343               | 20 agosto 2014    | Pan-STARRS          |
| 742377 | 2007 RU343               | 11 settembre 2007 | Mount Lemmon Survey |
| 742378 | 2007 RZ343               | 4 settembre 2007  | Mount Lemmon Survey |
| 742379 | 2007 RB344               | 22 marzo 2015     | Pan-STARRS          |
| 742380 | 2007 RF345               | 25 febbraio 2015  | Pan-STARRS          |
| 742381 | 2007 RU345               | 12 settembre 2007 | Spacewatch          |
| 742382 | 2007 RW345               | 5 settembre 2007  | Mount Lemmon Survey |
| 742383 | 2007 RY346               | 13 settembre 2007 | Mount Lemmon Survey |
| 742384 | 2007 RJ347               | 10 settembre 2007 | Mount Lemmon Survey |
| 742385 | 2007 RL347               | 29 dicembre 2011  | Mount Lemmon Survey |
| 742386 | 2007 RV349               | 2 aprile 2016     | Pan-STARRS          |
| 742387 | 2007 RX349               | 18 marzo 2010     | Spacewatch          |
| 742388 | 2007 RC350               | 5 settembre 2016  | Mount Lemmon Survey |
| 742389 | 2007 RW350               | 17 gennaio 2016   | Pan-STARRS          |
| 742390 | 2007 RX350               | 14 settembre 2007 | Mount Lemmon Survey |
| 742391 | 2007 RC351               | 13 settembre 2007 | Spacewatch          |
| 742392 | 2007 RM354               | 14 settembre 2007 | Mount Lemmon Survey |
| 742393 | 2007 RG357               | 10 settembre 2007 | Mount Lemmon Survey |
| 742394 | 2007 RU357               | 14 settembre 2007 | CSS                 |
| 742395 | 2007 RJ362               | 14 settembre 2007 | Mount Lemmon Survey |
| 742396 | 2007 RG363               | 9 settembre 2007  | Spacewatch          |
| 742397 | 2007 RK363               | 14 settembre 2007 | CSS                 |
| 742398 | 2007 RE364               | 9 settembre 2007  | Mount Lemmon Survey |
| 742399 | 2007 RL364               | 12 settembre 2007 | Mount Lemmon Survey |
| 742400 | 2007 RA365               | 9 settembre 2007  | Mount Lemmon Survey |

## 742401–742500
| Nome   | Designazione provvisoria | Data di scoperta  | Scopritore          |
| ------ | ------------------------ | ----------------- | ------------------- |
| 742401 | 2007 RC365               | 13 settembre 2007 | Mount Lemmon Survey |
| 742402 | 2007 RM366               | 13 settembre 2007 | Mount Lemmon Survey |
| 742403 | 2007 RH368               | 14 settembre 2007 | Mount Lemmon Survey |
| 742404 | 2007 SO1                 | 19 settembre 2007 | F. Kugel            |
| 742405 | 2007 SG5                 | 11 settembre 2007 | CSS                 |
| 742406 | 2007 SV22                | 20 settembre 2007 | CSS                 |
| 742407 | 2007 SK25                | 9 settembre 2007  | Spacewatch          |
| 742408 | 2007 SV25                | 24 agosto 2007    | Spacewatch          |
| 742409 | 2007 SG26                | 11 novembre 2013  | Mount Lemmon Survey |
| 742410 | 2007 SF27                | 16 giugno 2012    | Mount Lemmon Survey |
| 742411 | 2007 TP3                 | 14 settembre 2007 | Mount Lemmon Survey |
| 742412 | 2007 TM6                 | 6 ottobre 2007    | F. Kugel            |
| 742413 | 2007 TX9                 | 12 settembre 2007 | Mount Lemmon Survey |
| 742414 | 2007 TM17                | 8 ottobre 2007    | CSS                 |
| 742415 | 2007 TS19                | 10 ottobre 2007   | CSS                 |
| 742416 | 2007 TP22                | 8 ottobre 2007    | R. A. Tucker        |
| 742417 | 2007 TX23                | 5 ottobre 2007    | Spacewatch          |
| 742418 | 2007 TY35                | 4 ottobre 2007    | Spacewatch          |
| 742419 | 2007 TT41                | 6 ottobre 2007    | PMO NEO             |
| 742420 | 2007 TL42                | 23 agosto 2007    | Spacewatch          |
| 742421 | 2007 TJ45                | 7 ottobre 2007    | Mount Lemmon Survey |
| 742422 | 2007 TJ47                | 4 ottobre 2007    | Spacewatch          |
| 742423 | 2007 TE56                | 4 ottobre 2007    | Spacewatch          |
| 742424 | 2007 TF62                | 7 ottobre 2007    | Mount Lemmon Survey |
| 742425 | 2007 TN62                | 7 ottobre 2007    | Mount Lemmon Survey |
| 742426 | 2007 TG64                | 7 ottobre 2007    | Mount Lemmon Survey |
| 742427 | 2007 TS71                | 15 settembre 2007 | Spacewatch          |
| 742428 | 2007 TC75                | 9 ottobre 2007    | Spacewatch          |
| 742429 | 2007 TY80                | 7 ottobre 2007    | Mount Lemmon Survey |
| 742430 | 2007 TO81                | 7 ottobre 2007    | CSS                 |
| 742431 | 2007 TU83                | 13 settembre 2007 | Spacewatch          |
| 742432 | 2007 TP89                | 8 ottobre 2007    | Mount Lemmon Survey |
| 742433 | 2007 TU90                | 8 ottobre 2007    | Mount Lemmon Survey |
| 742434 | 2007 TM91                | 13 settembre 2007 | Mount Lemmon Survey |
| 742435 | 2007 TQ108               | 15 settembre 2007 | Mount Lemmon Survey |
| 742436 | 2007 TY108               | 20 settembre 2007 | CSS                 |
| 742437 | 2007 TN117               | 9 ottobre 2007    | Spacewatch          |
| 742438 | 2007 TD119               | 9 ottobre 2007    | Mount Lemmon Survey |
| 742439 | 2007 TD120               | 12 settembre 2007 | Mount Lemmon Survey |
| 742440 | 2007 TE120               | 8 ottobre 2007    | LONEOS              |
| 742441 | 2007 TX121               | 6 ottobre 2007    | Spacewatch          |
| 742442 | 2007 TR135               | 8 ottobre 2007    | Spacewatch          |
| 742443 | 2007 TB138               | 8 ottobre 2007    | Mount Lemmon Survey |
| 742444 | 2007 TY146               | 20 settembre 2007 | CSS                 |
| 742445 | 2007 TB154               | 8 ottobre 2007    | CSS                 |
| 742446 | 2007 TG154               | 14 settembre 2007 | Mount Lemmon Survey |
| 742447 | 2007 TT155               | 5 ottobre 2007    | Spacewatch          |
| 742448 | 2007 TJ158               | 8 ottobre 2007    | CSS                 |
| 742449 | 2007 TJ159               | 7 ottobre 2007    | CSS                 |
| 742450 | 2007 TB162               | 7 ottobre 2007    | Mount Lemmon Survey |
| 742451 | 2007 TE162               | 8 ottobre 2007    | Mount Lemmon Survey |
| 742452 | 2007 TU162               | 5 ottobre 2007    | Spacewatch          |
| 742453 | 2007 TP186               | 29 ottobre 2003   | Spacewatch          |
| 742454 | 2007 TL188               | 11 settembre 2007 | Mount Lemmon Survey |
| 742455 | 2007 TT188               | 10 settembre 2007 | Mount Lemmon Survey |
| 742456 | 2007 TT195               | 7 ottobre 2007    | Mount Lemmon Survey |
| 742457 | 2007 TA196               | 7 ottobre 2007    | Mount Lemmon Survey |
| 742458 | 2007 TR197               | 10 settembre 2007 | CSS                 |
| 742459 | 2007 TO198               | 8 ottobre 2007    | Spacewatch          |
| 742460 | 2007 TM201               | 24 luglio 2003    | NEAT                |
| 742461 | 2007 TZ201               | 8 ottobre 2007    | Mount Lemmon Survey |
| 742462 | 2007 TN204               | 8 ottobre 2007    | Mount Lemmon Survey |
| 742463 | 2007 TE207               | 10 settembre 2007 | Mount Lemmon Survey |
| 742464 | 2007 TM211               | 7 ottobre 2007    | Spacewatch          |
| 742465 | 2007 TB219               | 8 ottobre 2007    | Mount Lemmon Survey |
| 742466 | 2007 TD219               | 10 settembre 2007 | Mount Lemmon Survey |
| 742467 | 2007 TK219               | 8 ottobre 2007    | Mount Lemmon Survey |
| 742468 | 2007 TW223               | 10 ottobre 2007   | Mount Lemmon Survey |
| 742469 | 2007 TA232               | 8 ottobre 2007    | Spacewatch          |
| 742470 | 2007 TC232               | 8 ottobre 2007    | Spacewatch          |
| 742471 | 2007 TQ232               | 8 ottobre 2007    | Spacewatch          |
| 742472 | 2007 TT236               | 9 ottobre 2007    | Mount Lemmon Survey |
| 742473 | 2007 TR238               | 12 settembre 2007 | Mount Lemmon Survey |
| 742474 | 2007 TT241               | 7 ottobre 2007    | Mount Lemmon Survey |
| 742475 | 2007 TK243               | 8 ottobre 2007    | CSS                 |
| 742476 | 2007 TA248               | 30 luglio 2001    | NEAT                |
| 742477 | 2007 TK249               | 11 ottobre 2007   | Mount Lemmon Survey |
| 742478 | 2007 TY250               | 11 ottobre 2007   | Mount Lemmon Survey |
| 742479 | 2007 TK252               | 7 ottobre 2007    | Mount Lemmon Survey |
| 742480 | 2007 TH255               | 10 ottobre 2007   | Spacewatch          |
| 742481 | 2007 TU255               | 10 ottobre 2007   | Spacewatch          |
| 742482 | 2007 TX257               | 13 settembre 2007 | Mount Lemmon Survey |
| 742483 | 2007 TE258               | 10 ottobre 2007   | Mount Lemmon Survey |
| 742484 | 2007 TF258               | 13 settembre 2007 | Mount Lemmon Survey |
| 742485 | 2007 TG259               | 10 ottobre 2007   | Mount Lemmon Survey |
| 742486 | 2007 TN265               | 11 ottobre 2007   | Spacewatch          |
| 742487 | 2007 TO265               | 11 ottobre 2007   | Spacewatch          |
| 742488 | 2007 TR267               | 9 ottobre 2007    | Spacewatch          |
| 742489 | 2007 TV268               | 25 settembre 2007 | Mount Lemmon Survey |
| 742490 | 2007 TT271               | 9 ottobre 2007    | Spacewatch          |
| 742491 | 2007 TY272               | 9 ottobre 2007    | Spacewatch          |
| 742492 | 2007 TD283               | 8 ottobre 2007    | Mount Lemmon Survey |
| 742493 | 2007 TW287               | 14 settembre 2007 | CSS                 |
| 742494 | 2007 TX288               | 14 settembre 2007 | CSS                 |
| 742495 | 2007 TU291               | 19 settembre 2001 | Spacewatch          |
| 742496 | 2007 TG295               | 12 settembre 2007 | Mount Lemmon Survey |
| 742497 | 2007 TQ303               | 12 ottobre 2007   | Spacewatch          |
| 742498 | 2007 TR304               | 13 ottobre 2007   | Mount Lemmon Survey |
| 742499 | 2007 TX308               | 10 ottobre 2007   | Mount Lemmon Survey |
| 742500 | 2007 TT309               | 10 settembre 2007 | Mount Lemmon Survey |

## 742501–742600
| Nome   | Designazione provvisoria | Data di scoperta  | Scopritore          |
| ------ | ------------------------ | ----------------- | ------------------- |
| 742501 | 2007 TA313               | 11 ottobre 2007   | Mount Lemmon Survey |
| 742502 | 2007 TV315               | 12 ottobre 2007   | Spacewatch          |
| 742503 | 2007 TY318               | 12 ottobre 2007   | Spacewatch          |
| 742504 | 2007 TO323               | 7 ottobre 2007    | Spacewatch          |
| 742505 | 2007 TR329               | 11 ottobre 2007   | Spacewatch          |
| 742506 | 2007 TS331               | 11 ottobre 2007   | Spacewatch          |
| 742507 | 2007 TW336               | 12 settembre 2007 | LONEOS              |
| 742508 | 2007 TX339               | 12 settembre 2007 | Spacewatch          |
| 742509 | 2007 TW345               | 2 ottobre 2003    | Spacewatch          |
| 742510 | 2007 TY346               | 13 ottobre 2007   | Mount Lemmon Survey |
| 742511 | 2007 TJ349               | 15 ottobre 2007   | Mount Lemmon Survey |
| 742512 | 2007 TV351               | 26 ottobre 2003   | Spacewatch          |
| 742513 | 2007 TX357               | 15 settembre 2007 | Spacewatch          |
| 742514 | 2007 TQ358               | 1 dicembre 2003   | Spacewatch          |
| 742515 | 2007 TO359               | 13 settembre 2007 | Spacewatch          |
| 742516 | 2007 TZ360               | 15 ottobre 2007   | Mount Lemmon Survey |
| 742517 | 2007 TS365               | 13 settembre 2007 | Mount Lemmon Survey |
| 742518 | 2007 TN366               | 9 ottobre 2007    | Spacewatch          |
| 742519 | 2007 TC367               | 10 settembre 2007 | Mount Lemmon Survey |
| 742520 | 2007 TN375               | 14 settembre 2007 | CSS                 |
| 742521 | 2007 TR375               | 13 settembre 2007 | Mount Lemmon Survey |
| 742522 | 2007 TB378               | 12 ottobre 2007   | CSS                 |
| 742523 | 2007 TN384               | 14 ottobre 2007   | Mount Lemmon Survey |
| 742524 | 2007 TK386               | 10 ottobre 2007   | Spacewatch          |
| 742525 | 2007 TD390               | 12 settembre 2007 | Mount Lemmon Survey |
| 742526 | 2007 TH395               | 15 ottobre 2007   | Spacewatch          |
| 742527 | 2007 TE401               | 15 ottobre 2007   | Mount Lemmon Survey |
| 742528 | 2007 TM402               | 15 ottobre 2007   | Mount Lemmon Survey |
| 742529 | 2007 TR422               | 10 ottobre 2007   | Mount Lemmon Survey |
| 742530 | 2007 TS423               | 6 ottobre 2007    | Spacewatch          |
| 742531 | 2007 TH424               | 7 ottobre 2007    | Mount Lemmon Survey |
| 742532 | 2007 TM425               | 8 ottobre 2007    | CSS                 |
| 742533 | 2007 TE433               | 8 ottobre 2007    | Spacewatch          |
| 742534 | 2007 TJ438               | 8 ottobre 2007    | Mount Lemmon Survey |
| 742535 | 2007 TO443               | 8 ottobre 2007    | CSS                 |
| 742536 | 2007 TU443               | 12 ottobre 2007   | CSS                 |
| 742537 | 2007 TJ445               | 4 ottobre 2007    | Spacewatch          |
| 742538 | 2007 TH447               | 11 ottobre 2007   | Spacewatch          |
| 742539 | 2007 TF450               | 12 settembre 2007 | Mount Lemmon Survey |
| 742540 | 2007 TE456               | 15 ottobre 2007   | Mount Lemmon Survey |
| 742541 | 2007 TV456               | 7 ottobre 2007    | Mount Lemmon Survey |
| 742542 | 2007 TR457               | 10 ottobre 2007   | CSS                 |
| 742543 | 2007 TL461               | 9 ottobre 2007    | LONEOS              |
| 742544 | 2007 TT461               | 8 ottobre 2007    | Mount Lemmon Survey |
| 742545 | 2007 TM463               | 7 giugno 2015     | Pan-STARRS          |
| 742546 | 2007 TW463               | 9 ottobre 2016    | Pan-STARRS          |
| 742547 | 2007 TC464               | 28 luglio 2011    | Pan-STARRS          |
| 742548 | 2007 TP464               | 10 ottobre 2007   | Spacewatch          |
| 742549 | 2007 TR464               | 9 ottobre 2007    | Spacewatch          |
| 742550 | 2007 TJ465               | 30 novembre 2014  | Mount Lemmon Survey |
| 742551 | 2007 TL465               | 12 dicembre 2014  | Pan-STARRS          |
| 742552 | 2007 TD466               | 11 ottobre 2007   | CSS                 |
| 742553 | 2007 TN466               | 1 aprile 2011     | Spacewatch          |
| 742554 | 2007 TS466               | 11 marzo 2016     | Pan-STARRS          |
| 742555 | 2007 TD467               | 18 marzo 2016     | Mount Lemmon Survey |
| 742556 | 2007 TP468               | 10 febbraio 2016  | Pan-STARRS          |
| 742557 | 2007 TX468               | 16 marzo 2015     | Spacewatch          |
| 742558 | 2007 TL469               | 12 ottobre 2007   | Mount Lemmon Survey |
| 742559 | 2007 TQ469               | 3 dicembre 2008   | Mount Lemmon Survey |
| 742560 | 2007 TJ470               | 4 ottobre 2007    | Spacewatch          |
| 742561 | 2007 TO470               | 11 ottobre 2007   | Spacewatch          |
| 742562 | 2007 TR470               | 23 febbraio 2015  | Pan-STARRS          |
| 742563 | 2007 TU470               | 9 settembre 2007  | Spacewatch          |
| 742564 | 2007 TZ470               | 24 agosto 2007    | Spacewatch          |
| 742565 | 2007 TC473               | 12 ottobre 2007   | Spacewatch          |
| 742566 | 2007 TX474               | 12 febbraio 2015  | Pan-STARRS          |
| 742567 | 2007 TP476               | 8 ottobre 2007    | Mount Lemmon Survey |
| 742568 | 2007 TW476               | 13 settembre 2007 | Mount Lemmon Survey |
| 742569 | 2007 TP477               | 10 ottobre 2007   | Spacewatch          |
| 742570 | 2007 TM481               | 11 ottobre 2007   | Spacewatch          |
| 742571 | 2007 TT481               | 13 ottobre 2007   | Mount Lemmon Survey |
| 742572 | 2007 TA482               | 11 ottobre 2007   | Spacewatch          |
| 742573 | 2007 TZ483               | 13 ottobre 2007   | Mount Lemmon Survey |
| 742574 | 2007 TZ484               | 15 ottobre 2007   | Spacewatch          |
| 742575 | 2007 TQ487               | 7 ottobre 2007    | Mount Lemmon Survey |
| 742576 | 2007 TA488               | 12 ottobre 2007   | CSS                 |
| 742577 | 2007 TN489               | 9 ottobre 2007    | Spacewatch          |
| 742578 | 2007 TO489               | 7 ottobre 2007    | Spacewatch          |
| 742579 | 2007 TU489               | 15 ottobre 2007   | Mount Lemmon Survey |
| 742580 | 2007 TY490               | 8 ottobre 2007    | Mount Lemmon Survey |
| 742581 | 2007 TC491               | 7 ottobre 2007    | Mount Lemmon Survey |
| 742582 | 2007 TJ491               | 15 ottobre 2007   | Mount Lemmon Survey |
| 742583 | 2007 TP492               | 14 ottobre 2007   | Mount Lemmon Survey |
| 742584 | 2007 TA494               | 12 ottobre 2007   | Mount Lemmon Survey |
| 742585 | 2007 TA496               | 11 ottobre 2007   | Mount Lemmon Survey |
| 742586 | 2007 TF499               | 9 ottobre 2007    | Spacewatch          |
| 742587 | 2007 TM503               | 8 ottobre 2007    | Spacewatch          |
| 742588 | 2007 TO503               | 14 ottobre 2007   | Mount Lemmon Survey |
| 742589 | 2007 UU2                 | 15 settembre 2007 | LUSS                |
| 742590 | 2007 UH4                 | 10 ottobre 2007   | CSS                 |
| 742591 | 2007 UT7                 | 16 ottobre 2007   | CSS                 |
| 742592 | 2007 UP10                | 25 settembre 2007 | Mount Lemmon Survey |
| 742593 | 2007 UW18                | 12 settembre 2007 | Mount Lemmon Survey |
| 742594 | 2007 UH30                | 10 ottobre 2007   | CSS                 |
| 742595 | 2007 UU33                | 9 ottobre 2007    | CSS                 |
| 742596 | 2007 UC35                | 11 ottobre 2007   | CSS                 |
| 742597 | 2007 UH36                | 19 ottobre 2007   | CSS                 |
| 742598 | 2007 UT37                | 19 ottobre 2007   | CSS                 |
| 742599 | 2007 UR44                | 18 ottobre 2007   | Mount Lemmon Survey |
| 742600 | 2007 UX45                | 11 ottobre 2007   | Spacewatch          |

## 742601–742700
| Nome   | Designazione provvisoria | Data di scoperta  | Scopritore          |
| ------ | ------------------------ | ----------------- | ------------------- |
| 742601 | 2007 UE48                | 20 ottobre 2007   | Mount Lemmon Survey |
| 742602 | 2007 UU54                | 15 settembre 2007 | Mount Lemmon Survey |
| 742603 | 2007 UL60                | 30 ottobre 2007   | Mount Lemmon Survey |
| 742604 | 2007 US61                | 18 ottobre 2007   | Spacewatch          |
| 742605 | 2007 UO62                | 18 settembre 2007 | Spacewatch          |
| 742606 | 2007 UX67                | 21 ottobre 2007   | Mount Lemmon Survey |
| 742607 | 2007 UZ70                | 8 ottobre 2007    | Spacewatch          |
| 742608 | 2007 UJ75                | 15 settembre 2007 | Mount Lemmon Survey |
| 742609 | 2007 UH77                | 10 settembre 2007 | Mount Lemmon Survey |
| 742610 | 2007 UP78                | 16 ottobre 2007   | Spacewatch          |
| 742611 | 2007 UO84                | 18 settembre 2007 | Mount Lemmon Survey |
| 742612 | 2007 UQ85                | 14 settembre 2007 | Mount Lemmon Survey |
| 742613 | 2007 UA93                | 15 ottobre 2007   | CSS                 |
| 742614 | 2007 UR94                | 31 ottobre 2007   | Mount Lemmon Survey |
| 742615 | 2007 UH95                | 31 ottobre 2007   | Mount Lemmon Survey |
| 742616 | 2007 US95                | 12 settembre 2007 | Mount Lemmon Survey |
| 742617 | 2007 UV96                | 30 ottobre 2007   | Spacewatch          |
| 742618 | 2007 UU97                | 30 ottobre 2007   | Mount Lemmon Survey |
| 742619 | 2007 UM107               | 31 ottobre 2007   | CSS                 |
| 742620 | 2007 UL109               | 10 settembre 2007 | Mount Lemmon Survey |
| 742621 | 2007 UL110               | 12 ottobre 2007   | Spacewatch          |
| 742622 | 2007 UH113               | 31 ottobre 2007   | Spacewatch          |
| 742623 | 2007 UE117               | 30 ottobre 2007   | Mount Lemmon Survey |
| 742624 | 2007 UP119               | 14 settembre 2007 | Mount Lemmon Survey |
| 742625 | 2007 UD128               | 17 ottobre 2007   | Mount Lemmon Survey |
| 742626 | 2007 UF132               | 19 ottobre 2007   | CSS                 |
| 742627 | 2007 UZ134               | 30 ottobre 2007   | Mount Lemmon Survey |
| 742628 | 2007 UU138               | 20 ottobre 2007   | Mount Lemmon Survey |
| 742629 | 2007 UZ140               | 21 ottobre 2007   | Mount Lemmon Survey |
| 742630 | 2007 UW144               | 20 ottobre 2007   | Mount Lemmon Survey |
| 742631 | 2007 UV145               | 31 ottobre 2007   | Mount Lemmon Survey |
| 742632 | 2007 UX145               | 26 ottobre 2007   | Mount Lemmon Survey |
| 742633 | 2007 UD146               | 18 ottobre 2007   | Spacewatch          |
| 742634 | 2007 UG148               | 16 settembre 2017 | Pan-STARRS          |
| 742635 | 2007 UO148               | 24 ottobre 2007   | Mount Lemmon Survey |
| 742636 | 2007 UR148               | 5 giugno 2014     | Pan-STARRS          |
| 742637 | 2007 UF149               | 20 ottobre 2011   | Spacewatch          |
| 742638 | 2007 UK149               | 16 ottobre 2007   | Mount Lemmon Survey |
| 742639 | 2007 UL149               | 21 ottobre 2007   | Mount Lemmon Survey |
| 742640 | 2007 UN149               | 20 febbraio 2015  | Pan-STARRS          |
| 742641 | 2007 UL150               | 4 marzo 2016      | Pan-STARRS          |
| 742642 | 2007 UP150               | 7 ottobre 2007    | Mount Lemmon Survey |
| 742643 | 2007 UE153               | 21 ottobre 2007   | Mount Lemmon Survey |
| 742644 | 2007 UB154               | 5 ottobre 2013    | Spacewatch          |
| 742645 | 2007 UY155               | 19 ottobre 2007   | Spacewatch          |
| 742646 | 2007 UA158               | 16 ottobre 2007   | Mount Lemmon Survey |
| 742647 | 2007 UE160               | 20 ottobre 2007   | Mount Lemmon Survey |
| 742648 | 2007 VM1                 | 2 novembre 2007   | D. R. Skillman      |
| 742649 | 2007 VN10                | 3 novembre 2007   | Farra d'Isonzo      |
| 742650 | 2007 VS19                | 1 novembre 2007   | Spacewatch          |
| 742651 | 2007 VD22                | 20 ottobre 2007   | Spacewatch          |
| 742652 | 2007 VF24                | 8 ottobre 2007    | Mount Lemmon Survey |
| 742653 | 2007 VA31                | 2 novembre 2007   | CSS                 |
| 742654 | 2007 VG31                | 2 novembre 2007   | Spacewatch          |
| 742655 | 2007 VU31                | 11 ottobre 2007   | Spacewatch          |
| 742656 | 2007 VX31                | 2 novembre 2007   | Spacewatch          |
| 742657 | 2007 VE41                | 16 ottobre 2007   | Spacewatch          |
| 742658 | 2007 VK42                | 3 novembre 2007   | Mount Lemmon Survey |
| 742659 | 2007 VE49                | 15 settembre 2007 | R. Holmes           |
| 742660 | 2007 VJ58                | 21 ottobre 2007   | Mount Lemmon Survey |
| 742661 | 2007 VK58                | 1 novembre 2007   | Spacewatch          |
| 742662 | 2007 VP59                | 1 novembre 2007   | Spacewatch          |
| 742663 | 2007 VR59                | 16 ottobre 2007   | Mount Lemmon Survey |
| 742664 | 2007 VU64                | 1 novembre 2007   | Spacewatch          |
| 742665 | 2007 VW66                | 2 novembre 2007   | Spacewatch          |
| 742666 | 2007 VC74                | 12 settembre 2007 | Mount Lemmon Survey |
| 742667 | 2007 VX80                | 4 novembre 2007   | Spacewatch          |
| 742668 | 2007 VR86                | 9 novembre 2007   | CSS                 |
| 742669 | 2007 VH101               | 2 novembre 2007   | Spacewatch          |
| 742670 | 2007 VA103               | 9 ottobre 2007    | Mount Lemmon Survey |
| 742671 | 2007 VC103               | 3 novembre 2007   | Spacewatch          |
| 742672 | 2007 VF104               | 3 novembre 2007   | Spacewatch          |
| 742673 | 2007 VE113               | 16 ottobre 2007   | Mount Lemmon Survey |
| 742674 | 2007 VB115               | 3 novembre 2007   | Spacewatch          |
| 742675 | 2007 VD118               | 4 novembre 2007   | Spacewatch          |
| 742676 | 2007 VZ135               | 10 ottobre 2007   | Mount Lemmon Survey |
| 742677 | 2007 VX137               | 8 novembre 2007   | LINEAR              |
| 742678 | 2007 VW142               | 24 agosto 2001    | LONEOS              |
| 742679 | 2007 VZ152               | 18 ottobre 2007   | Mount Lemmon Survey |
| 742680 | 2007 VA153               | 3 novembre 2007   | Spacewatch          |
| 742681 | 2007 VJ154               | 18 settembre 2007 | Mount Lemmon Survey |
| 742682 | 2007 VX154               | 5 novembre 2007   | Spacewatch          |
| 742683 | 2007 VA155               | 5 novembre 2007   | Spacewatch          |
| 742684 | 2007 VT157               | 20 ottobre 2007   | Mount Lemmon Survey |
| 742685 | 2007 VM167               | 5 novembre 2007   | Spacewatch          |
| 742686 | 2007 VJ168               | 5 novembre 2007   | Spacewatch          |
| 742687 | 2007 VU174               | 4 novembre 2007   | Mount Lemmon Survey |
| 742688 | 2007 VQ182               | 8 novembre 2007   | Mount Lemmon Survey |
| 742689 | 2007 VO184               | 6 novembre 2007   | P. Kocher           |
| 742690 | 2007 VR186               | 11 novembre 2007  | BATTeRS             |
| 742691 | 2007 VO189               | 12 giugno 2007    | CSS                 |
| 742692 | 2007 VC190               | 19 ottobre 2007   | LONEOS              |
| 742693 | 2007 VX193               | 13 ottobre 2007   | Mount Lemmon Survey |
| 742694 | 2007 VU197               | 15 ottobre 2007   | Spacewatch          |
| 742695 | 2007 VB214               | 14 ottobre 2007   | Mount Lemmon Survey |
| 742696 | 2007 VX221               | 5 novembre 2007   | Spacewatch          |
| 742697 | 2007 VK224               | 5 novembre 2007   | Spacewatch          |
| 742698 | 2007 VX226               | 11 novembre 2007  | Mount Lemmon Survey |
| 742699 | 2007 VV233               | 8 novembre 2007   | Spacewatch          |
| 742700 | 2007 VX235               | 2 novembre 2007   | Spacewatch          |

## 742701–742800
| Nome   | Designazione provvisoria | Data di scoperta  | Scopritore          |
| ------ | ------------------------ | ----------------- | ------------------- |
| 742701 | 2007 VL236               | 3 novembre 2007   | Mount Lemmon Survey |
| 742702 | 2007 VN236               | 11 novembre 2007  | Mount Lemmon Survey |
| 742703 | 2007 VG239               | 13 novembre 2007  | Spacewatch          |
| 742704 | 2007 VH246               | 9 novembre 2007   | Mount Lemmon Survey |
| 742705 | 2007 VB247               | 9 novembre 2007   | Mount Lemmon Survey |
| 742706 | 2007 VP251               | 9 novembre 2007   | Mount Lemmon Survey |
| 742707 | 2007 VM256               | 3 giugno 2003     | Spacewatch          |
| 742708 | 2007 VW256               | 2 novembre 2007   | Mount Lemmon Survey |
| 742709 | 2007 VK262               | 8 settembre 2007  | Mount Lemmon Survey |
| 742710 | 2007 VD263               | 30 novembre 2003  | Spacewatch          |
| 742711 | 2007 VV266               | 9 ottobre 2007    | Spacewatch          |
| 742712 | 2007 VV277               | 14 settembre 2007 | Mount Lemmon Survey |
| 742713 | 2007 VH280               | 3 novembre 2007   | Spacewatch          |
| 742714 | 2007 VU282               | 8 novembre 2007   | Spacewatch          |
| 742715 | 2007 VT285               | 30 ottobre 2007   | Spacewatch          |
| 742716 | 2007 VZ285               | 14 novembre 2007  | Spacewatch          |
| 742717 | 2007 VQ288               | 1 novembre 2007   | Spacewatch          |
| 742718 | 2007 VW289               | 14 novembre 2007  | Mount Lemmon Survey |
| 742719 | 2007 VF290               | 14 novembre 2007  | Spacewatch          |
| 742720 | 2007 VU291               | 15 settembre 2007 | Mount Lemmon Survey |
| 742721 | 2007 VK292               | 8 novembre 2007   | Spacewatch          |
| 742722 | 2007 VZ299               | 16 ottobre 2007   | CSS                 |
| 742723 | 2007 VB300               | 13 novembre 2007  | CSS                 |
| 742724 | 2007 VK300               | 7 novembre 2007   | CSS                 |
| 742725 | 2007 VY302               | 15 ottobre 2007   | CSS                 |
| 742726 | 2007 VF303               | 15 ottobre 2007   | CSS                 |
| 742727 | 2007 VM310               | 7 novembre 2007   | Mount Lemmon Survey |
| 742728 | 2007 VR319               | 8 novembre 2007   | Spacewatch          |
| 742729 | 2007 VJ323               | 3 novembre 2007   | Spacewatch          |
| 742730 | 2007 VV325               | 8 novembre 2007   | LINEAR              |
| 742731 | 2007 VM327               | 7 novembre 2007   | Spacewatch          |
| 742732 | 2007 VP328               | 16 dicembre 2007  | CSS                 |
| 742733 | 2007 VZ336               | 14 settembre 2007 | Mount Lemmon Survey |
| 742734 | 2007 VE339               | 7 novembre 2007   | Mount Lemmon Survey |
| 742735 | 2007 VN339               | 13 novembre 2007  | Spacewatch          |
| 742736 | 2007 VM340               | 3 novembre 2007   | Mount Lemmon Survey |
| 742737 | 2007 VB341               | 7 novembre 2007   | Mount Lemmon Survey |
| 742738 | 2007 VM341               | 9 novembre 2007   | CSS                 |
| 742739 | 2007 VU342               | 31 gennaio 2015   | Pan-STARRS          |
| 742740 | 2007 VB343               | 4 settembre 2007  | CSS                 |
| 742741 | 2007 VE343               | 3 novembre 2007   | Spacewatch          |
| 742742 | 2007 VM343               | 3 novembre 2007   | Spacewatch          |
| 742743 | 2007 VV344               | 16 febbraio 2015  | Pan-STARRS          |
| 742744 | 2007 VW344               | 13 novembre 2007  | Mount Lemmon Survey |
| 742745 | 2007 VH345               | 4 settembre 2011  | Pan-STARRS          |
| 742746 | 2007 VN345               | 30 settembre 2016 | Pan-STARRS          |
| 742747 | 2007 VT347               | 2 novembre 2007   | Spacewatch          |
| 742748 | 2007 VG349               | 14 agosto 2012    | SSS                 |
| 742749 | 2007 VY349               | 22 febbraio 2009  | Spacewatch          |
| 742750 | 2007 VB350               | 9 febbraio 2013   | Pan-STARRS          |
| 742751 | 2007 VS350               | 27 marzo 2014     | Pan-STARRS          |
| 742752 | 2007 VA351               | 12 novembre 2007  | Mount Lemmon Survey |
| 742753 | 2007 VZ351               | 26 agosto 2012    | Pan-STARRS          |
| 742754 | 2007 VT352               | 2 novembre 2007   | Spacewatch          |
| 742755 | 2007 VT355               | 4 aprile 2014     | Spacewatch          |
| 742756 | 2007 VU355               | 30 gennaio 2009   | Mount Lemmon Survey |
| 742757 | 2007 VT356               | 14 ottobre 2007   | Mount Lemmon Survey |
| 742758 | 2007 VT359               | 19 maggio 2012    | Mount Lemmon Survey |
| 742759 | 2007 VR360               | 4 ottobre 2018    | Pan-STARRS 2        |
| 742760 | 2007 VU360               | 9 novembre 2007   | Mount Lemmon Survey |
| 742761 | 2007 VX360               | 21 gennaio 2015   | Pan-STARRS          |
| 742762 | 2007 VR361               | 10 ottobre 2015   | ESA OGS             |
| 742763 | 2007 VD362               | 22 febbraio 2009  | Spacewatch          |
| 742764 | 2007 VB363               | 9 novembre 2007   | Mount Lemmon Survey |
| 742765 | 2007 VR363               | 11 novembre 2007  | Mount Lemmon Survey |
| 742766 | 2007 VQ364               | 3 novembre 2007   | CSS                 |
| 742767 | 2007 VT369               | 3 novembre 2007   | Spacewatch          |
| 742768 | 2007 VB370               | 2 novembre 2007   | Spacewatch          |
| 742769 | 2007 VD370               | 7 novembre 2007   | Spacewatch          |
| 742770 | 2007 VU370               | 9 novembre 2007   | Mount Lemmon Survey |
| 742771 | 2007 VZ370               | 8 novembre 2007   | Spacewatch          |
| 742772 | 2007 VS372               | 4 novembre 2007   | Spacewatch          |
| 742773 | 2007 VD373               | 7 novembre 2007   | Mount Lemmon Survey |
| 742774 | 2007 VE373               | 5 novembre 2007   | Spacewatch          |
| 742775 | 2007 VA374               | 9 novembre 2007   | Mount Lemmon Survey |
| 742776 | 2007 VO374               | 2 novembre 2007   | Spacewatch          |
| 742777 | 2007 WG6                 | 17 novembre 2007  | LINEAR              |
| 742778 | 2007 WE9                 | 9 ottobre 2007    | Spacewatch          |
| 742779 | 2007 WO19                | 18 novembre 2007  | Mount Lemmon Survey |
| 742780 | 2007 WP21                | 2 novembre 2007   | CSS                 |
| 742781 | 2007 WK25                | 5 novembre 2007   | Spacewatch          |
| 742782 | 2007 WV37                | 4 novembre 2007   | Spacewatch          |
| 742783 | 2007 WP42                | 18 novembre 2007  | Mount Lemmon Survey |
| 742784 | 2007 WC43                | 20 ottobre 2007   | Mount Lemmon Survey |
| 742785 | 2007 WU43                | 19 novembre 2007  | Mount Lemmon Survey |
| 742786 | 2007 WJ53                | 2 novembre 2007   | Mount Lemmon Survey |
| 742787 | 2007 WS53                | 2 novembre 2007   | Mount Lemmon Survey |
| 742788 | 2007 WJ59                | 18 novembre 2007  | Mount Lemmon Survey |
| 742789 | 2007 WP60                | 8 novembre 2007   | Spacewatch          |
| 742790 | 2007 WF62                | 14 ottobre 2007   | Mount Lemmon Survey |
| 742791 | 2007 WO64                | 18 novembre 2007  | Mount Lemmon Survey |
| 742792 | 2007 WF65                | 19 novembre 2007  | Mount Lemmon Survey |
| 742793 | 2007 WU66                | 2 maggio 2009     | PMO NEO             |
| 742794 | 2007 WA67                | 19 novembre 2007  | Mount Lemmon Survey |
| 742795 | 2007 WE67                | 2 novembre 2013   | Mount Lemmon Survey |
| 742796 | 2007 WK67                | 4 gennaio 2013    | CTIO-DECam          |
| 742797 | 2007 WX67                | 6 novembre 2007   | Spacewatch          |
| 742798 | 2007 WE69                | 1 luglio 2017     | Pan-STARRS          |
| 742799 | 2007 WF71                | 10 ottobre 2007   | Mount Lemmon Survey |
| 742800 | 2007 WJ71                | 4 marzo 2016      | Pan-STARRS          |

## 742801–742900
| Nome   | Designazione provvisoria | Data di scoperta  | Scopritore                   |
| ------ | ------------------------ | ----------------- | ---------------------------- |
| 742801 | 2007 XL7                 | 5 novembre 2007   | Spacewatch                   |
| 742802 | 2007 XG11                | 17 ottobre 2007   | Mount Lemmon Survey          |
| 742803 | 2007 XO12                | 4 dicembre 2007   | Spacewatch                   |
| 742804 | 2007 XM18                | 7 dicembre 2007   | Tenagra II Obs.              |
| 742805 | 2007 XT22                | 19 novembre 2007  | Mount Lemmon Survey          |
| 742806 | 2007 XX24                | 11 settembre 2001 | LINEAR                       |
| 742807 | 2007 XT32                | 17 novembre 2007  | Mount Lemmon Survey          |
| 742808 | 2007 XB34                | 5 novembre 2007   | Mount Lemmon Survey          |
| 742809 | 2007 XG35                | 17 novembre 2007  | Spacewatch                   |
| 742810 | 2007 XQ39                | 17 dicembre 2007  | Mount Lemmon Survey          |
| 742811 | 2007 XO55                | 5 dicembre 2007   | Mount Lemmon Survey          |
| 742812 | 2007 XF56                | 3 dicembre 2007   | CSS                          |
| 742813 | 2007 XV60                | 18 novembre 2007  | Spacewatch                   |
| 742814 | 2007 XT61                | 13 ottobre 2010   | Mount Lemmon Survey          |
| 742815 | 2007 XY61                | 9 novembre 2007   | Spacewatch                   |
| 742816 | 2007 XH62                | 26 ottobre 2011   | Pan-STARRS                   |
| 742817 | 2007 XT62                | 31 ottobre 2016   | Mount Lemmon Survey          |
| 742818 | 2007 XW62                | 14 settembre 2007 | Mount Lemmon Survey          |
| 742819 | 2007 XO64                | 4 dicembre 2016   | Mount Lemmon Survey          |
| 742820 | 2007 XA65                | 5 dicembre 2007   | Spacewatch                   |
| 742821 | 2007 XS65                | 18 novembre 2007  | Spacewatch                   |
| 742822 | 2007 XB66                | 30 maggio 2012    | Mount Lemmon Survey          |
| 742823 | 2007 XB68                | 4 dicembre 2007   | Mount Lemmon Survey          |
| 742824 | 2007 XB70                | 15 dicembre 2007  | Spacewatch                   |
| 742825 | 2007 YU1                 | 13 febbraio 2004  | Spacewatch                   |
| 742826 | 2007 YJ3                 | 17 dicembre 2007  | K. Sárneczky                 |
| 742827 | 2007 YJ6                 | 17 novembre 2007  | Mount Lemmon Survey          |
| 742828 | 2007 YM6                 | 16 dicembre 2007  | Mount Lemmon Survey          |
| 742829 | 2007 YR10                | 16 dicembre 2007  | Mount Lemmon Survey          |
| 742830 | 2007 YK15                | 16 dicembre 2007  | Spacewatch                   |
| 742831 | 2007 YJ19                | 16 dicembre 2007  | Spacewatch                   |
| 742832 | 2007 YL20                | 16 dicembre 2007  | Mount Lemmon Survey          |
| 742833 | 2007 YE23                | 12 novembre 2007  | Mount Lemmon Survey          |
| 742834 | 2007 YZ24                | 3 dicembre 2007   | Spacewatch                   |
| 742835 | 2007 YW27                | 7 novembre 2007   | Mount Lemmon Survey          |
| 742836 | 2007 YX29                | 29 dicembre 2007  | P. R. Holvorcem, M. Schwartz |
| 742837 | 2007 YA52                | 30 dicembre 2007  | Spacewatch                   |
| 742838 | 2007 YM57                | 4 dicembre 2007   | Spacewatch                   |
| 742839 | 2007 YJ58                | 11 novembre 2007  | Mount Lemmon Survey          |
| 742840 | 2007 YC61                | 31 dicembre 2007  | CSS                          |
| 742841 | 2007 YM61                | 26 agosto 2007    | R. Holmes                    |
| 742842 | 2007 YA65                | 31 dicembre 2007  | Mount Lemmon Survey          |
| 742843 | 2007 YJ68                | 30 dicembre 2007  | CSS                          |
| 742844 | 2007 YL69                | 30 dicembre 2007  | Mount Lemmon Survey          |
| 742845 | 2007 YT73                | 30 dicembre 2007  | Mount Lemmon Survey          |
| 742846 | 2007 YE78                | 18 dicembre 2007  | Spacewatch                   |
| 742847 | 2007 YB79                | 31 dicembre 2007  | Mount Lemmon Survey          |
| 742848 | 2007 YB80                | 16 gennaio 2015   | Pan-STARRS                   |
| 742849 | 2007 YJ81                | 31 dicembre 2007  | Spacewatch                   |
| 742850 | 2007 YE82                | 21 marzo 2012     | Mount Lemmon Survey          |
| 742851 | 2007 YH82                | 24 ottobre 2015   | Mount Lemmon Survey          |
| 742852 | 2007 YT82                | 26 ottobre 2011   | Pan-STARRS                   |
| 742853 | 2007 YN83                | 18 ottobre 2012   | Mount Lemmon Survey          |
| 742854 | 2007 YZ83                | 14 gennaio 2018   | Pan-STARRS                   |
| 742855 | 2007 YA84                | 23 ottobre 2012   | Mount Lemmon Survey          |
| 742856 | 2007 YP84                | 16 settembre 2012 | CSS                          |
| 742857 | 2007 YT84                | 8 novembre 2007   | Spacewatch                   |
| 742858 | 2007 YX84                | 29 aprile 2009    | Spacewatch                   |
| 742859 | 2007 YE85                | 21 agosto 2006    | Spacewatch                   |
| 742860 | 2007 YE87                | 26 ottobre 2011   | Pan-STARRS                   |
| 742861 | 2007 YJ87                | 25 ottobre 2011   | Pan-STARRS                   |
| 742862 | 2007 YT88                | 16 gennaio 2015   | Pan-STARRS                   |
| 742863 | 2007 YX89                | 20 febbraio 2015  | Pan-STARRS                   |
| 742864 | 2007 YX90                | 19 dicembre 2007  | Mount Lemmon Survey          |
| 742865 | 2007 YB91                | 20 dicembre 2007  | Spacewatch                   |
| 742866 | 2007 YK91                | 28 dicembre 2007  | Spacewatch                   |
| 742867 | 2007 YJ94                | 30 dicembre 2007  | Spacewatch                   |
| 742868 | 2007 YX95                | 16 dicembre 2007  | Spacewatch                   |
| 742869 | 2007 YJ97                | 31 dicembre 2007  | Spacewatch                   |
| 742870 | 2008 AC8                 | 31 dicembre 2007  | Spacewatch                   |
| 742871 | 2008 AT8                 | 10 gennaio 2008   | Spacewatch                   |
| 742872 | 2008 AF11                | 10 gennaio 2008   | Mount Lemmon Survey          |
| 742873 | 2008 AA17                | 10 gennaio 2008   | Spacewatch                   |
| 742874 | 2008 AZ19                | 30 dicembre 2007  | Spacewatch                   |
| 742875 | 2008 AD30                | 1 gennaio 2008    | W. K. Y. Yeung               |
| 742876 | 2008 AN36                | 10 gennaio 2008   | Spacewatch                   |
| 742877 | 2008 AP49                | 28 dicembre 2007  | Spacewatch                   |
| 742878 | 2008 AG51                | 11 gennaio 2008   | Spacewatch                   |
| 742879 | 2008 AU60                | 18 dicembre 2007  | Mount Lemmon Survey          |
| 742880 | 2008 AW61                | 30 dicembre 2007  | Mount Lemmon Survey          |
| 742881 | 2008 AW63                | 11 gennaio 2008   | Spacewatch                   |
| 742882 | 2008 AO77                | 12 gennaio 2008   | Spacewatch                   |
| 742883 | 2008 AR77                | 12 gennaio 2008   | Spacewatch                   |
| 742884 | 2008 AB82                | 13 gennaio 2008   | Mount Lemmon Survey          |
| 742885 | 2008 AU82                | 18 dicembre 2007  | Spacewatch                   |
| 742886 | 2008 AU87                | 15 dicembre 2007  | Mount Lemmon Survey          |
| 742887 | 2008 AR91                | 30 dicembre 2007  | CSS                          |
| 742888 | 2008 AO92                | 14 gennaio 2008   | Spacewatch                   |
| 742889 | 2008 AZ93                | 31 dicembre 2007  | Spacewatch                   |
| 742890 | 2008 AD100               | 14 gennaio 2008   | Spacewatch                   |
| 742891 | 2008 AQ110               | 18 dicembre 2007  | Mount Lemmon Survey          |
| 742892 | 2008 AC111               | 15 gennaio 2008   | Spacewatch                   |
| 742893 | 2008 AG112               | 19 novembre 2007  | Mount Lemmon Survey          |
| 742894 | 2008 AV116               | 13 gennaio 2008   | Mount Lemmon Survey          |
| 742895 | 2008 AW117               | 10 gennaio 2008   | Spacewatch                   |
| 742896 | 2008 AM120               | 6 gennaio 2008    | Osservatorio di Mauna Kea    |
| 742897 | 2008 AU123               | 14 gennaio 2008   | Spacewatch                   |
| 742898 | 2008 AU134               | 16 gennaio 2008   | Mount Lemmon Survey          |
| 742899 | 2008 AN141               | 19 settembre 2011 | CSS                          |
| 742900 | 2008 AJ142               | 31 marzo 2016     | Pan-STARRS                   |

## 742901–743000
| Nome   | Designazione provvisoria | Data di scoperta  | Scopritore          |
| ------ | ------------------------ | ----------------- | ------------------- |
| 742901 | 2008 AV142               | 23 febbraio 2012  | CSS                 |
| 742902 | 2008 AC145               | 14 gennaio 2008   | Spacewatch          |
| 742903 | 2008 AB147               | 22 aprile 2009    | Mount Lemmon Survey |
| 742904 | 2008 AD147               | 14 novembre 2015  | Mount Lemmon Survey |
| 742905 | 2008 AK147               | 23 ottobre 2011   | Pan-STARRS          |
| 742906 | 2008 AV148               | 10 gennaio 2008   | Mount Lemmon Survey |
| 742907 | 2008 AH150               | 14 gennaio 2008   | Spacewatch          |
| 742908 | 2008 AU151               | 10 gennaio 2008   | Spacewatch          |
| 742909 | 2008 AY151               | 14 gennaio 2008   | Spacewatch          |
| 742910 | 2008 AY152               | 1 gennaio 2008    | Mount Lemmon Survey |
| 742911 | 2008 AA153               | 11 gennaio 2008   | Spacewatch          |
| 742912 | 2008 BV1                 | 16 gennaio 2008   | Spacewatch          |
| 742913 | 2008 BG2                 | 18 gennaio 2008   | Spacewatch          |
| 742914 | 2008 BY2                 | 21 gennaio 2008   | Mount Lemmon Survey |
| 742915 | 2008 BK6                 | 11 gennaio 2008   | Spacewatch          |
| 742916 | 2008 BS11                | 18 gennaio 2008   | Mount Lemmon Survey |
| 742917 | 2008 BK18                | 30 gennaio 2008   | Mount Lemmon Survey |
| 742918 | 2008 BD23                | 31 gennaio 2008   | Mount Lemmon Survey |
| 742919 | 2008 BK31                | 30 gennaio 2008   | Mount Lemmon Survey |
| 742920 | 2008 BT31                | 10 gennaio 2008   | Mount Lemmon Survey |
| 742921 | 2008 BS34                | 30 gennaio 2008   | Spacewatch          |
| 742922 | 2008 BC39                | 14 gennaio 2008   | Spacewatch          |
| 742923 | 2008 BB41                | 18 gennaio 2008   | Mount Lemmon Survey |
| 742924 | 2008 BH41                | 12 gennaio 2008   | Spacewatch          |
| 742925 | 2008 BH45                | 31 gennaio 2008   | CSS                 |
| 742926 | 2008 BS55                | 31 gennaio 2008   | Mount Lemmon Survey |
| 742927 | 2008 BE56                | 1 ottobre 2011    | Mount Lemmon Survey |
| 742928 | 2008 BF56                | 20 gennaio 2008   | Spacewatch          |
| 742929 | 2008 BU56                | 25 ottobre 2011   | Spacewatch          |
| 742930 | 2008 BW56                | 22 ottobre 2011   | Mount Lemmon Survey |
| 742931 | 2008 BX56                | 30 gennaio 2008   | Spacewatch          |
| 742932 | 2008 BN57                | 19 gennaio 2008   | Spacewatch          |
| 742933 | 2008 BS58                | 12 settembre 2015 | Pan-STARRS          |
| 742934 | 2008 CV3                 | 14 gennaio 2008   | Spacewatch          |
| 742935 | 2008 CL6                 | 16 dicembre 2007  | Mount Lemmon Survey |
| 742936 | 2008 CL15                | 3 febbraio 2008   | Spacewatch          |
| 742937 | 2008 CW23                | 1 febbraio 2008   | Spacewatch          |
| 742938 | 2008 CY23                | 12 gennaio 2008   | Mount Lemmon Survey |
| 742939 | 2008 CR29                | 11 gennaio 2008   | Spacewatch          |
| 742940 | 2008 CT34                | 2 febbraio 2008   | Spacewatch          |
| 742941 | 2008 CZ38                | 10 gennaio 2008   | Mount Lemmon Survey |
| 742942 | 2008 CJ39                | 10 gennaio 2008   | Mount Lemmon Survey |
| 742943 | 2008 CP42                | 2 febbraio 2008   | Spacewatch          |
| 742944 | 2008 CQ54                | 11 gennaio 2008   | Mount Lemmon Survey |
| 742945 | 2008 CN57                | 7 febbraio 2008   | Mount Lemmon Survey |
| 742946 | 2008 CY57                | 30 dicembre 2007  | Mount Lemmon Survey |
| 742947 | 2008 CA61                | 7 febbraio 2008   | Mount Lemmon Survey |
| 742948 | 2008 CK61                | 7 febbraio 2008   | Mount Lemmon Survey |
| 742949 | 2008 CL65                | 8 febbraio 2008   | Mount Lemmon Survey |
| 742950 | 2008 CU65                | 8 febbraio 2008   | Mount Lemmon Survey |
| 742951 | 2008 CP68                | 30 gennaio 2008   | Mount Lemmon Survey |
| 742952 | 2008 CV68                | 7 novembre 2007   | Mount Lemmon Survey |
| 742953 | 2008 CV72                | 15 gennaio 2008   | Mount Lemmon Survey |
| 742954 | 2008 CS74                | 9 febbraio 2008   | W. Bickel           |
| 742955 | 2008 CD83                | 18 novembre 2003  | Spacewatch          |
| 742956 | 2008 CH84                | 7 febbraio 2008   | Mount Lemmon Survey |
| 742957 | 2008 CW85                | 7 febbraio 2008   | Mount Lemmon Survey |
| 742958 | 2008 CZ86                | 7 febbraio 2008   | Mount Lemmon Survey |
| 742959 | 2008 CX90                | 30 gennaio 2008   | Spacewatch          |
| 742960 | 2008 CE91                | 1 gennaio 2008    | Mount Lemmon Survey |
| 742961 | 2008 CE92                | 8 febbraio 2008   | Spacewatch          |
| 742962 | 2008 CN92                | 8 febbraio 2008   | Spacewatch          |
| 742963 | 2008 CX101               | 9 febbraio 2008   | Mount Lemmon Survey |
| 742964 | 2008 CO108               | 10 gennaio 2008   | Mount Lemmon Survey |
| 742965 | 2008 CR111               | 10 febbraio 2008  | Spacewatch          |
| 742966 | 2008 CQ123               | 7 febbraio 2008   | Mount Lemmon Survey |
| 742967 | 2008 CH138               | 8 febbraio 2008   | Spacewatch          |
| 742968 | 2008 CV158               | 9 febbraio 2008   | Spacewatch          |
| 742969 | 2008 CT162               | 10 febbraio 2008  | Spacewatch          |
| 742970 | 2008 CB166               | 10 febbraio 2008  | Mount Lemmon Survey |
| 742971 | 2008 CQ168               | 12 febbraio 2008  | Mount Lemmon Survey |
| 742972 | 2008 CB172               | 12 febbraio 2008  | Mount Lemmon Survey |
| 742973 | 2008 CC182               | 11 febbraio 2008  | Mount Lemmon Survey |
| 742974 | 2008 CP185               | 1 febbraio 2008   | CSS                 |
| 742975 | 2008 CE186               | 2 febbraio 2008   | CSS                 |
| 742976 | 2008 CC191               | 2 febbraio 2008   | Spacewatch          |
| 742977 | 2008 CB201               | 12 febbraio 2008  | Spacewatch          |
| 742978 | 2008 CR209               | 11 febbraio 2008  | Mount Lemmon Survey |
| 742979 | 2008 CV211               | 7 febbraio 2008   | Spacewatch          |
| 742980 | 2008 CW217               | 3 febbraio 2008   | Mount Lemmon Survey |
| 742981 | 2008 CS219               | 20 giugno 2013    | Pan-STARRS          |
| 742982 | 2008 CP220               | 2 febbraio 2008   | Spacewatch          |
| 742983 | 2008 CB221               | 13 febbraio 2008  | Mount Lemmon Survey |
| 742984 | 2008 CL221               | 5 dicembre 2010   | Mount Lemmon Survey |
| 742985 | 2008 CO221               | 10 febbraio 2008  | Spacewatch          |
| 742986 | 2008 CV221               | 13 novembre 2010  | Mount Lemmon Survey |
| 742987 | 2008 CQ222               | 13 febbraio 2008  | Mount Lemmon Survey |
| 742988 | 2008 CA223               | 7 febbraio 2008   | Spacewatch          |
| 742989 | 2008 CC223               | 10 febbraio 2008  | Spacewatch          |
| 742990 | 2008 CW223               | 2 novembre 2010   | Spacewatch          |
| 742991 | 2008 CN225               | 9 settembre 2015  | Pan-STARRS          |
| 742992 | 2008 CQ225               | 3 febbraio 2008   | CSS                 |
| 742993 | 2008 CK227               | 13 gennaio 2008   | Spacewatch          |
| 742994 | 2008 CR227               | 1 maggio 2016     | Pan-STARRS          |
| 742995 | 2008 CK228               | 25 dicembre 2011  | Spacewatch          |
| 742996 | 2008 CO228               | 1 gennaio 2012    | Mount Lemmon Survey |
| 742997 | 2008 CZ233               | 8 novembre 2010   | Mount Lemmon Survey |
| 742998 | 2008 CG248               | 11 febbraio 2008  | Mount Lemmon Survey |
| 742999 | 2008 DM                  | 11 febbraio 2008  | Mount Lemmon Survey |
| 743000 | 2008 DZ1                 | 11 gennaio 2008   | Spacewatch          |